# 埃及第三王朝
埃及第三王朝是权力和胜利的开始，古埃及文明从此进入成熟阶段，此时出现了以左塞爾金字塔建筑群为代表的恢宏壮观的石头建筑。该建筑群的设计师、作家兼学者的伊姆霍特普成为史书上首批出现的伟人之一。这一时代是强而有力的中央集权君主制得以发展的时期，君主坐于孟斐斯，分派各省总督统治全国。

## 概述
在第二王朝动荡的最后几年，其中可能包括内战，埃及在左塞尔的统治下，标志着第三王朝的开始。 都灵王表和阿拜多斯王表都记录了五个国王。 而萨卡拉王表只记录了四个，曼涅托记录了九个，其中许多人并不存在，或者仅仅是同一个国王在多个名字下。 
- 都灵王表给出了内布卡, 左塞尔, 乔赛尔蒂, 胡吉伐, 和胡尼。
- 阿拜多斯王表给出了内布卡, 左塞尔, 特提, 舍哲德, 和尼弗尔卡雷。
- 萨卡拉王表给出了左塞尔, 左塞尔尔蹄, 内布卡雷, and 胡尼.
- 曼涅托给出了Necheróphes（Nebka）、Tosorthrós（Djoser）、Týreis（Djoserti/Sekhemkhet）、Mesôchris（Sanakht，可能与Nebka为同一人）、Sôÿphis（也是Djoser）、Tósertasis（也是Djoserti/Sekhemkhet）、Achês（Nebtawy Nebkare。不太可能卡巴，也许不存在），Sêphuris（Qahedjet），和Kerpherês（Huni）。

## 統治者
它以著名的 左塞爾(Djoser) 而聞名。 關於這個王朝的創始人的名字，意見不一。 事實上，拉美西斯王朝名單都表明創始人是內布卡(Nebka)國王，而薩卡拉(Saqqarah)的石碑表明他是左塞爾國王。在薩卡拉，特別是在阿比多斯(Abydos) 的一些發現往往表明創始人是左塞爾 。在第二王朝最後一位國王的墓中發現的許多刻著左塞爾國王名字的印章說明，正是左塞爾為哈塞克穆伊( Khâsekhemoui )舉行了葬禮，並因此繼承了他的王位 。王朝最後一位國王胡尼(Houni)的名字似乎是確定的。 相反地，左塞爾和胡尼之間國王的數量和順序是未知的。
埃及第三王朝法老列表
| 荷魯斯名字            | 個人姓名 |  | 統治年                                           | 埋葬處                          | 配偶                   |
| --------------------- | -------- |  | ------------------------------------------------ | ------------------------------- | ---------------------- |
| Netjerikhet           | 左塞爾   |  | 19年或28年                                       | 薩卡拉                          | Hetephernebti          |
| Sekhemkhet            | Djosert  |  | 6年～7年                                         | 薩卡拉：被掩埋的金字塔          | Djeseretnebti          |
| Sanakht               | Nebka    |  | 6～28年，取決於身份證明；很可能是6年，18年或19年 | 可能是在Bayt Khalaf的mastaba K2 |                        |
| Khaba                 | Teti     |  | 6年？24年, 如果與胡尼相同                        | Zawyet El Aryan：層級金字塔     |                        |
| Uncertain, Qahedjet？ | Huni     |  | 24年                                             | 美杜姆？                        | DjefatnebtiMeresankh I |